# レッシグ
レッシグ（独: Lässig GmbH）はクラウディア・レッシグ（Claudia Lässig）、ステファン・レッシグ（Stefan Lässig）、カリン・ハインリッヒ（Karin Heinrich）の3人により創設されたドイツのヘッセン州バーベンハウゼンにある企業とそのベビー用品ブランドである。